# Thỏ biển
Thỏ biển (Danh pháp khoa học: Aplysiomorpha) là động vật nhuyễn thể, thuộc loại có vỏ sống ở biển nông. Nhưng vỏ đã thoái hóa thành màng cutin trong suốt không xoáy ốc, vùi dưới lớp màng ngoài ở phần lưng bề ngoài không nhìn thấy.

## Đặc điểm

### Hình dáng
Thỏ biển có 2 cặp xúc tu trên đầu, cặp trước là ống xúc giác, cặp sau là ống khứu giác. Khi bò, 2 cặp xúc tu này vươn về phía trước và 2 bên, khi nằm yên dựng đứng lên trên trông rất giống cặp tai thỏ nên được gọi là thỏ biển, thực ra chúng không phải là thỏ.

### Thức ăn
Thỏ biển ăn các loại rong biển, khi ăn loại rong biển nào thì nó sẽ có màu sắc của loại rong đó: Ăn tảo đỏ, mình nó đỏ như hoa hồng; ăn tảo mực nó biến thành màu nâu sẫm, có con lại mọc lông nhung, mình trồi ra những cành rong. Do đó hình dạng và màu sắc của nó lẫn vào trong môi trường cư trú. Đó cũng là cách đặc biệt để tránh kẻ thù.

### Tự vệ
Thỏ biển có thể tránh kẻ thù một cách tiêu cực, nhưng cũng biết phòng ngự một cách tích cực. Trong cơ thể thỏ biển có 2 tuyến dịch: tuyến màu tím ở dưới rìa màng ngoài, khi gặp kẻ địch nó tiết ra dịch màu tía làm cho nước biển ngầu lên màu tím, thoát khỏi tầm nhìn của địch để chạy trốn. Và tuyến độc khác nằm ở trước màng ngoài, có thể tiết ra dịch trắng như sữa mang tính axit, mùi khó ngửi, đó là thứ vũ khí hóa học của nó.

### Sinh sản
Mùa xuân là mùa sinh sản của thỏ biển. Thỏ biển lưỡng tính giao phối dị thể. Cách giao phối của chúng rất đặc biệt: thường giao phối tập thể, cứ khoảng 5 đến vài chục con nối thành một chuỗi. Lúc đó, con đầu tiên làm con cái, tiếp đó làm con đực, con sau lại làm con cái, cứ như vậy kéo dài ra. Trứng rụng trong quá trình giao phối hoặc sau khi tách ra vài giờ. Chúng đẻ rất nhiều trứng, nhưng trứng thụ tinh không nhiều lắm, đều được bọc trong sợi keo. Người Quảng Đông gọi bọc trứng thỏ biển này là "sợi bột biển" là một nguyên liệu chế biến món ăn thượng hạng, đồng thời cũng là thuốc tiêu viêm thanh nhiệt. Tại khu vực cửa sông Cu Đê, Đà Nẵng, người dân địa phương gọi trứng của loài thỏ biển bằng cái tên dân dã là “bún sông”, trong khi chính con thỏ biển được gọi thân thuộc là “bún mẹ”. Đặc sản “bún sông” trở thành nguyên liệu độc đáo trong nhiều món ăn mang đậm hương vị và nét văn hóa riêng của vùng đất này. .

## Hình ảnh

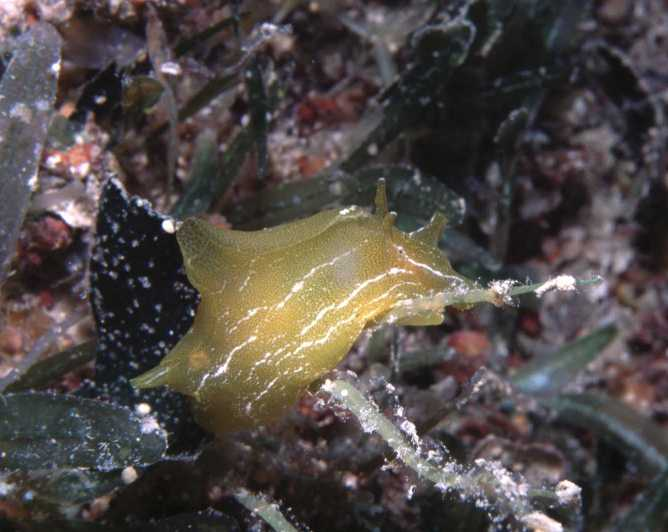
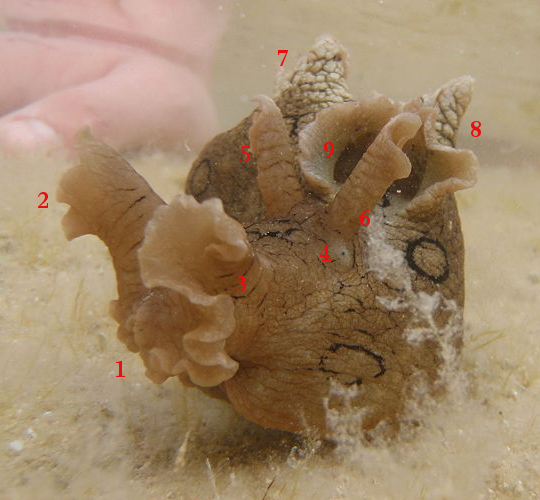
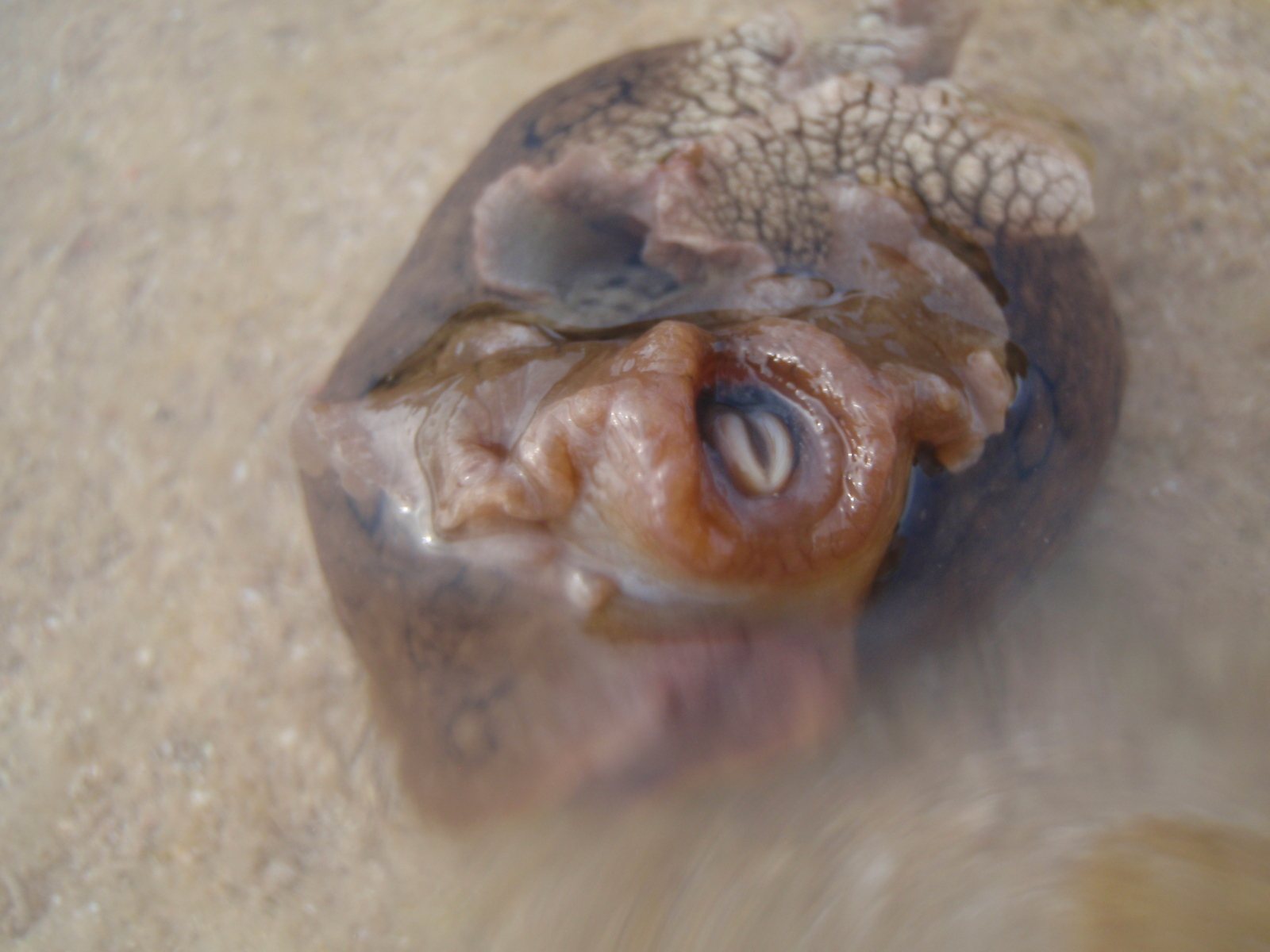